# Bouhelia maroccana
Bouhelia maroccana är en insektsart som beskrevs av Alfred Serge Balachowsky 1938. Bouhelia maroccana ingår i släktet Bouhelia och familjen ullsköldlöss.
Artens utbredningsområde är Marocko. Inga underarter finns listade i Catalogue of Life.